# Agent în adormire
Un agent în adormire (Eng. Sleeper agent) este un spion care este plasat într-o zonă fără a i se da o misiune, urmând a fi activat atunci când agenția are nevoie de el. Totodată, acesta este un personaj tipic din filmele, animațiile cărțile sau benzile desenate de spionaj.